# جامع سبحان الله

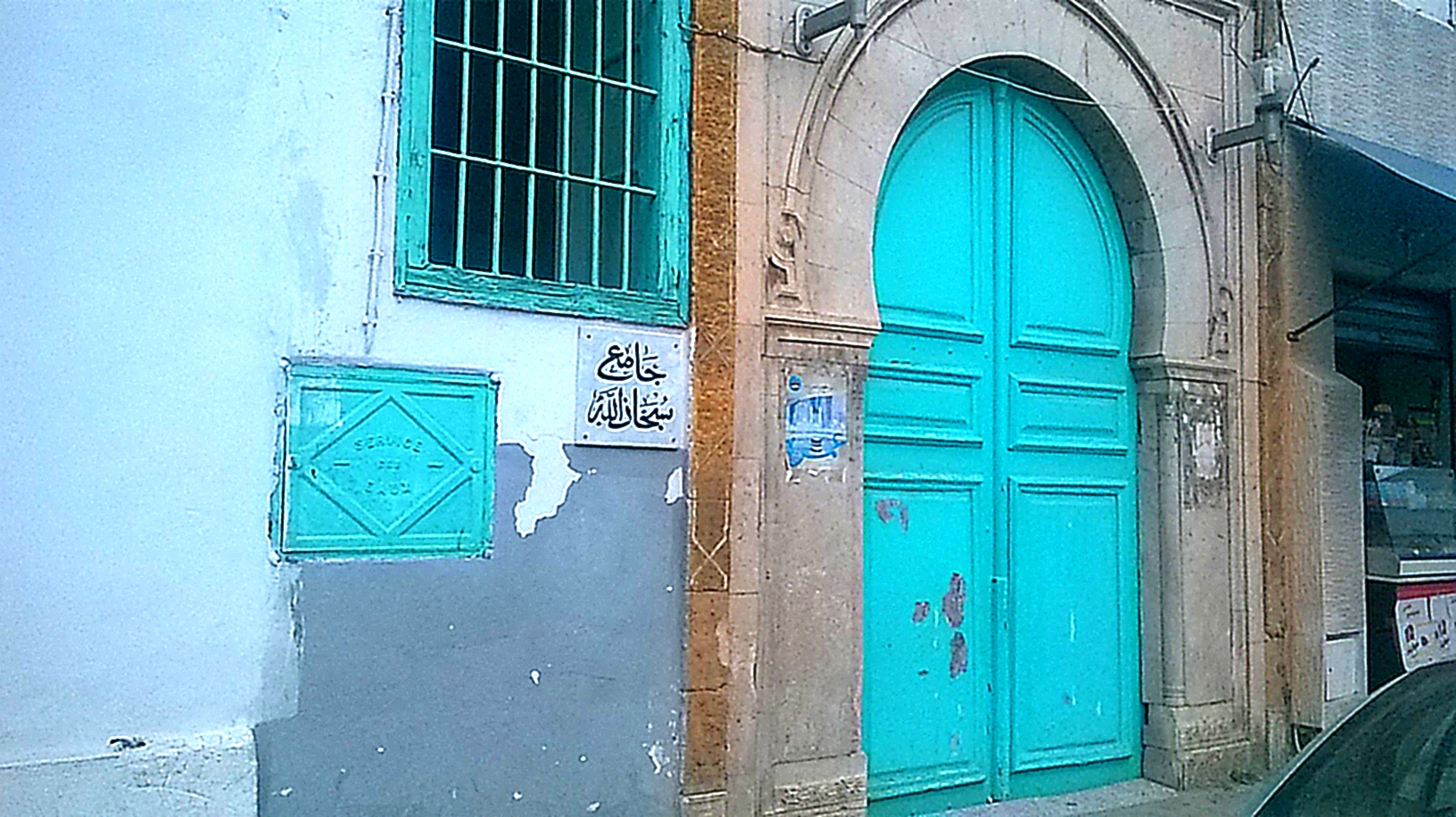
صورة للجامع من الخارج

جامع سبحان الله هو أحد جوامع مدينة تونس العتيقة، يقع بربض باب سويقة، شمال المدينة.

## الموقع
يقع برقم 9 بنهج علي البلهوان.

## التاريخ
بني هذا الجامع بالإضافة إلى مدرسة سيدي عجمي عن طريق الأندلسيين بعد قدومهم إلى تونس، بين 1016 و1034 هجري.

## معرض صور

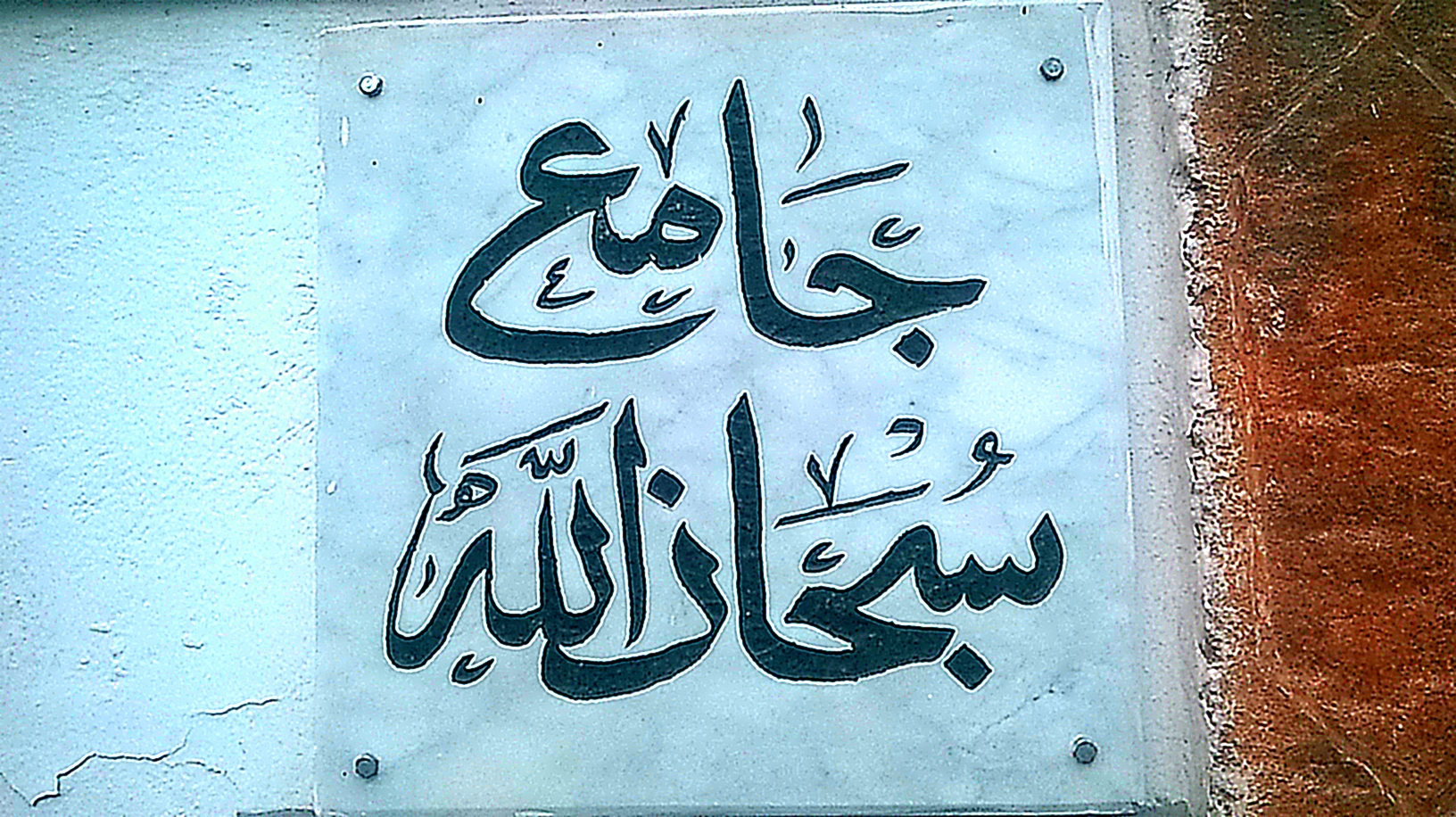
لوحة معدنية تبرز اسم الجامع
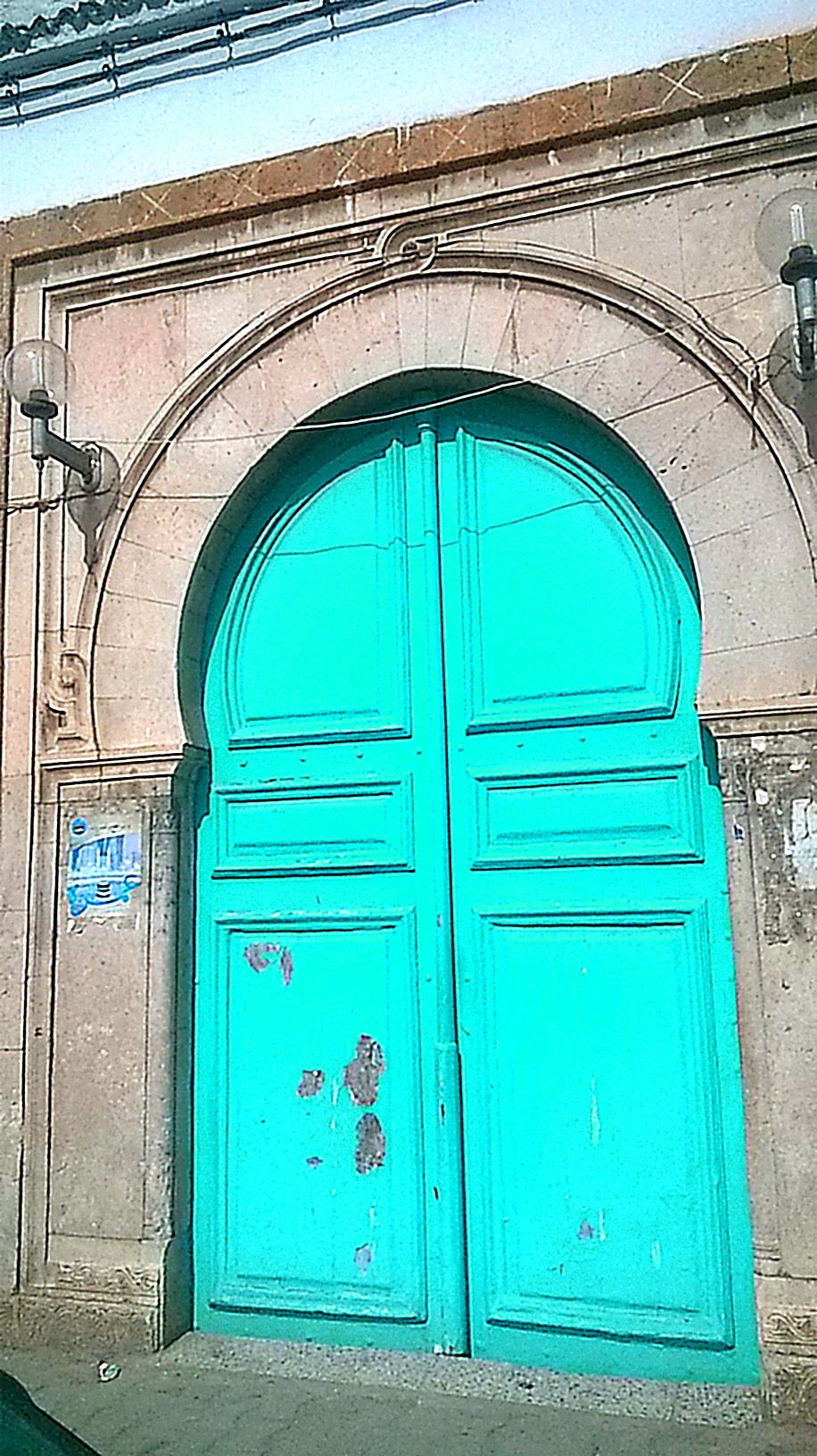
مدخل الجامع
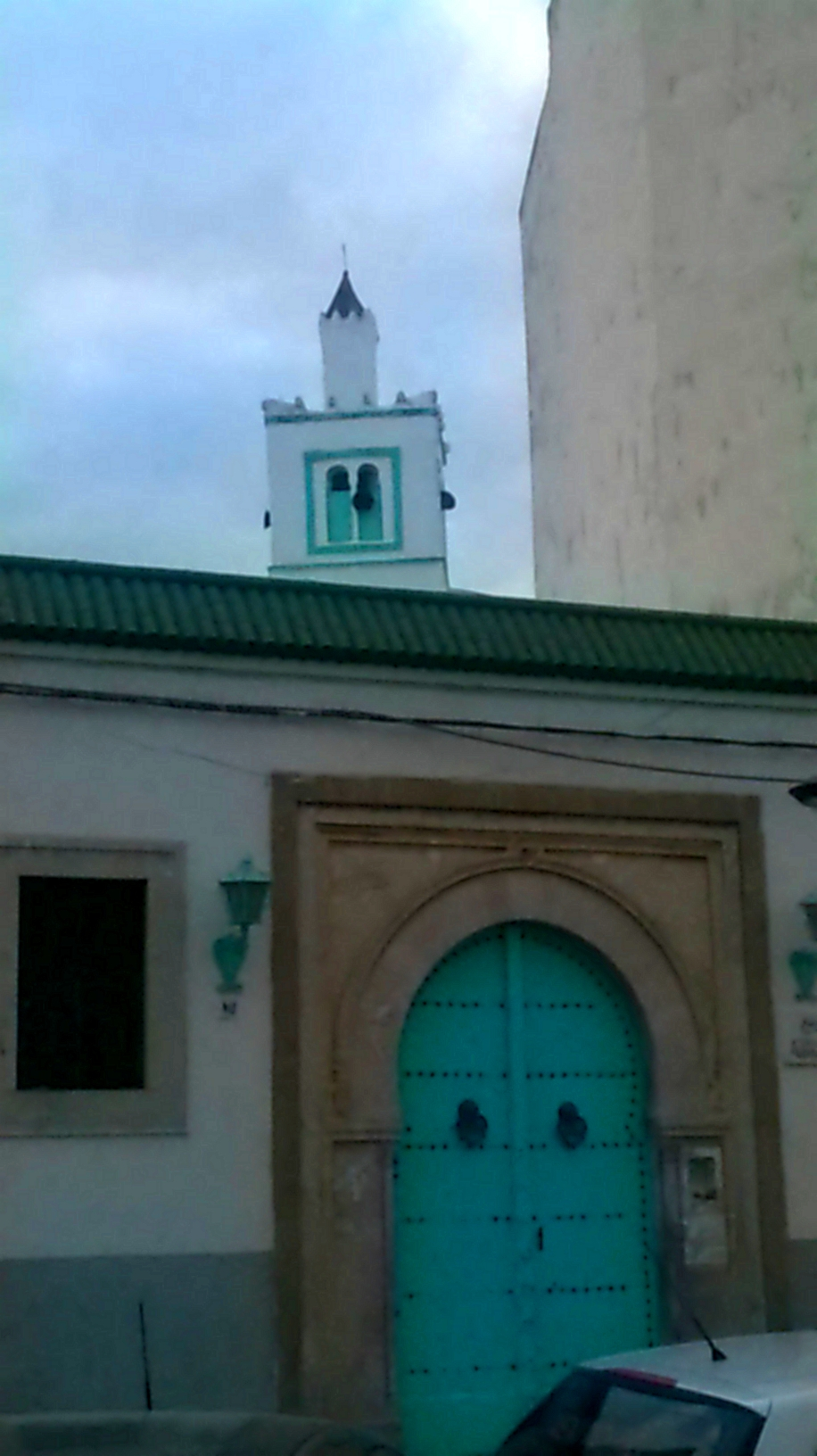
منارة الجامع